# 遠藤雅也 (アナウンサー)
遠藤 雅也（えんどう まさや、1964年10月28日 - ）は、日本のフリーアナウンサー。中部日本放送 (CBC)、北海道テレビ放送 (HTB) の元アナウンサー。

## 来歴
愛知県名古屋市生まれ、千葉県船橋市育ち。身長170cm。
中央大学法学部卒業。在学中にはアナウンス研究会に在籍し、俳優志望であったことから劇団のオーディションを受け合格もしている。
1988年、CBCにアナウンサーとして入社。同期には槇徳子（後にテレビ東京へ移籍）らがいた。後にラジオ局放送制作部へ異動し、ディレクターとなる。1997年退社。
1998年10月、HTBに入社。後にアナウンス部部長となった。2017年退社。
退社後はフリーアナウンサーとして、室蘭まちづくり放送にて社会人野球などの実況をしている。

## 人物
- 中日ドラゴンズの大ファン。名古屋のCBCに勤めていたことが理由とされているが、実際は少年時代からのファンである。
- 趣味は魚釣りで、2002年4月から2003年3月まで北海道新聞社の『週刊釣り新聞』で連載を持っていた。
- ローカルニュースの天気予報の最後に「以上、天気予報と空模様でした」と発言した事がある。
- 狸小路商店街名誉会長。

## 過去の出演番組

### CBC
- ジャストナウアイチ
- なごやかホルモン
- 0時半です松坂屋ですカトレヤミュージックです
- 週刊ドライブコミック

### HTB
- 情報ワイド 夕方Don!Don!（街角中継リポーター・キャスター、1998年10月 - 2002年3月） - 当初は街角中継リポーターで、メインキャスターのローカルタレントの夏休み中に代理でメインキャスターを担当した。しかし、そのローカルタレントが夏休み中に交通事故〈怪我はなし〉を起こしたことから責任を取って番組を降板、そのままメインキャスターを務めることになった。後任の街角中継リポーターは戸島龍太郎に交代となった。
- あなたとHTB（2001年4月15日 - 降板時期不明）
- 遠藤雅也の黄金的蛇足（2002年4月 - 2003年3月、土曜、23:48 - 23:54）
- 朝情報 おはよう!遠藤商店（2003年4月 - 2006年9月）
- おはよう天気HTB（2006年10月 - 2009年3月）
- 情報サプリ!（2009年7月 - 2011年3月）
- イチオシ!モーニング - ニュース担当
- HTBニュース
- スポーツ実況[2]（アイスホッケー[5]など）

## ポッドキャスト
- みんなで なぞなモシー！